# Pablo Neruda
Pour les articles homonymes, voir Neruda.
Œuvres principales
- Les Vers du capitaine
- Canto General
- Vingt poèmes d'amour et une chanson désespérée

Pablo Neruda, nom de plume de Ricardo Eliécer Neftalí Reyes Basoalto, né le 12 juillet 1904 à Parral (région du Maule) et mort le 23 septembre 1973 à Santiago, est un poète, écrivain, diplomate, homme politique et intellectuel chilien.
Il est considéré comme l'un des quatre grands de la poésie chilienne avec Gabriela Mistral, Pablo de Rokha et Vicente Huidobro et l'un des artistes les plus influents de son siècle. Il reçoit le prix Nobel de littérature en 1971. Engagé au Parti communiste du Chili, dont il a été membre du comité central, il a aussi été sénateur et ambassadeur du Chili en France.
Il meurt douze jours après le coup d'État de 1973, selon la version officielle d'un cancer de la prostate, mais l'hypothèse d'un assassinat par empoisonnement perpétré dans la situation de répression politique est de plus en plus évoquée à partir de 2011 par le gouvernement chilien et des experts. 

## Biographie

### Premières années

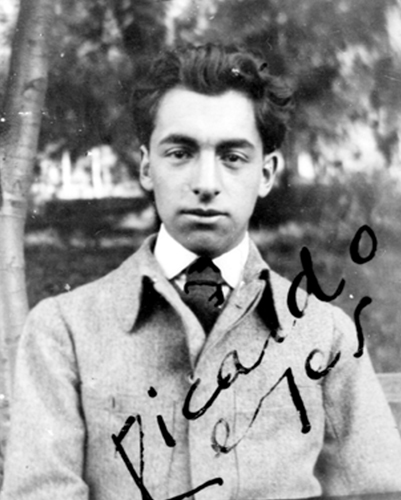
Photographie du jeune Pablo Neruda.

Ricardo Eliécer Neftalí Reyes-Basoalto naît le 12 juillet 1904 à Parral (province de Linares, région du Maule). Sa mère, Rosa Basoalto, institutrice, meurt un mois après sa naissance.
« Je suis né le 12 juillet 1904. Un mois plus tard, en août, elle cessait de vivre, épuisée par la tuberculose » [in J’avoue que j’ai vécu]. Son père, José del Carmen Reyes-Morales, un employé des chemins de fer chiliens, se remarie en 1906. Son premier apprentissage est la nature : « Mon enfance, ce sont des souliers mouillés, des troncs cassés / tombés dans la jungle, enlacés par les lianes. C'est la découverte de la danse du vent dans les feuillages. »
De 1910 à 1920, il fréquente le lycée pour garçons de Temuco au Chili. À treize ans, il publie ses premiers poèmes et textes en prose.
À partir de 1921, il étudie le français et la littérature française à Santiago et la pédagogie. Il aurait choisi son nom de plume après la lecture des Les Contes de Mala Strana (cs) de l'écrivain et poète tchèque du XIXe siècle Jan Neruda (le patronyme Neruda signifie en tchèque « pas de la famille »). Une autre hypothèse est qu'il a pu choisir son pseudonyme d'après un personnage figurant dans un des romans de Conan Doyle, notamment Une étude en rouge (A Study in Scarlett) où apparaît le nom de Neruda (chapitre 4, « Je veux aller au concert de Hallé, cet après-midi, pour entendre Norman Neruda. »). Voulant devenir professeur de français, il se fait très rapidement une renommée avec ses publications et des récitals de poésie.
À dix-neuf ans, il publie son premier livre, Crépusculaire (Crepusculario). Suit, un an plus tard, Vingt poèmes d'amour et une chanson désespérée (Veinte poemas de amor y una canción desesperada).

### Carrière diplomatique
En 1927, Neruda entre au service diplomatique. Il devient consul à Rangoun, puis successivement à Colombo, Batavia, Calcutta et Buenos Aires.
Sur le plan de sa vie privée, la parution posthume en 1974 de son autobiographie intitulée J'avoue que j'ai vécu (Confieso que he vivido), suscite aussi la controverse : dans cet ouvrage, l'auteur raconte avoir violé une femme de chambre, alors qu'il était consul de Ceylan en 1929,,. Il raconte ainsi qu'après que cette femme intouchable a refusé ses avances, il a attrapé son poignet et l'a emmenée dans sa chambre, où ils ont eu une relation pendant laquelle cette femme est restée impassible telle une « statue », les yeux grands ouverts. Il considère dans ses mémoires qu' « elle avait raison de [le] mépriser ».

En décembre 1930, il épouse une Hollandaise, Maryka Hagenaar (qu'il renomme Maruca), avec qui il aura une fille : Malva Marina Reyes, née le 18 août 1934. L'enfant est hydrocéphale (volume anormal de liquide cérébrospinal). Pablo Neruda prend la décision de ne pas la reconnaître et d'abandonner sa femme. Sans aide financière de Pablo Neruda, malgré ses lettres de supplication, Maryka se voit contrainte de confier Malva Marina Reyes à un couple néerlandais qui l'adopte.

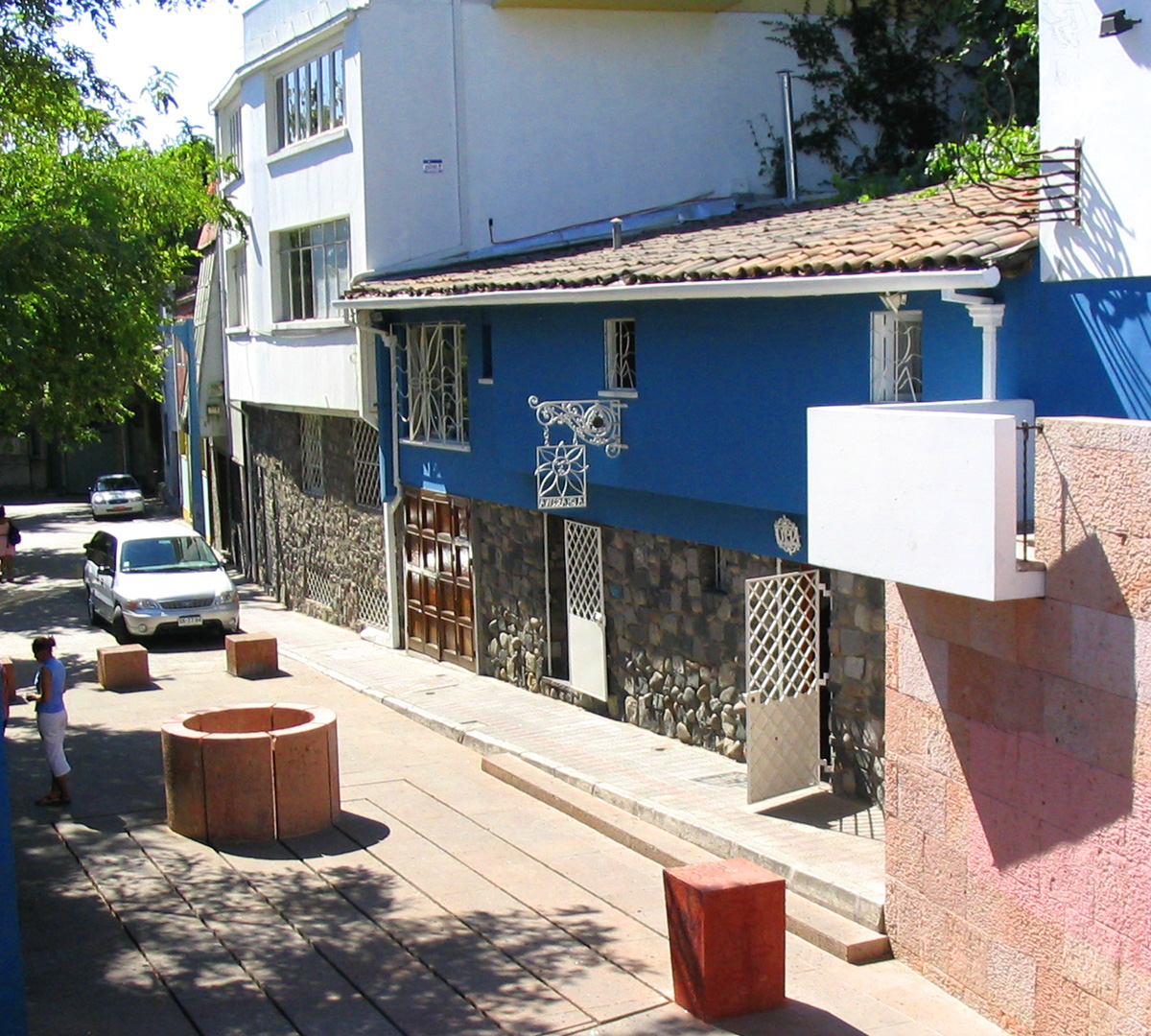
La Chascona, maison de Neruda à Santiago du Chili.

En 1932, il rentre au Chili et publie l'année suivante Résidence sur la terre (Residencia en la tierra).
À partir de 1935, il est consul en Espagne où il entretient des relations amicales avec Federico García Lorca qu'il avait connu à Buenos Aires et qui aura une influence déterminante sur sa vie et son œuvre, mais aussi avec Rafael Alberti et Jorge Guillén. Après le putsch de Franco du 18 juillet 1936 et l'assassinat de García Lorca, Neruda se fait l'avocat de la République espagnole. Il rédige J'explique certaines choses (sur la guerre d'Espagne) en 1937. Il est révoqué comme consul et publie L'Espagne au cœur (España en el corazón), dans lequel il franchit un pas décisif dans sa démarche. Son chant, « de sombre et solitaire, devient solidaire et agissant » (Jean-Paul Vidal). La même année, il fonde le Comité hispano-américain pour le soutien à l'Espagne et l'Alliance des intellectuels chiliens pour la défense de la culture. En 1939, mandaté par le président chilien Pedro Aguirre Cerda, il organise le départ de 2400 réfugiés espagnols à bord du cargo Winnipeg.
Il fait la connaissance de sa seconde épouse Delia del Carril.
Il fait des voyages au Mexique, à Cuba et au Pérou où il visite la forteresse inca de Machu Picchu qui lui inspirera en 1950 Hauteurs de Macchu-Picchu (Alturas de Macchu-Picchu).

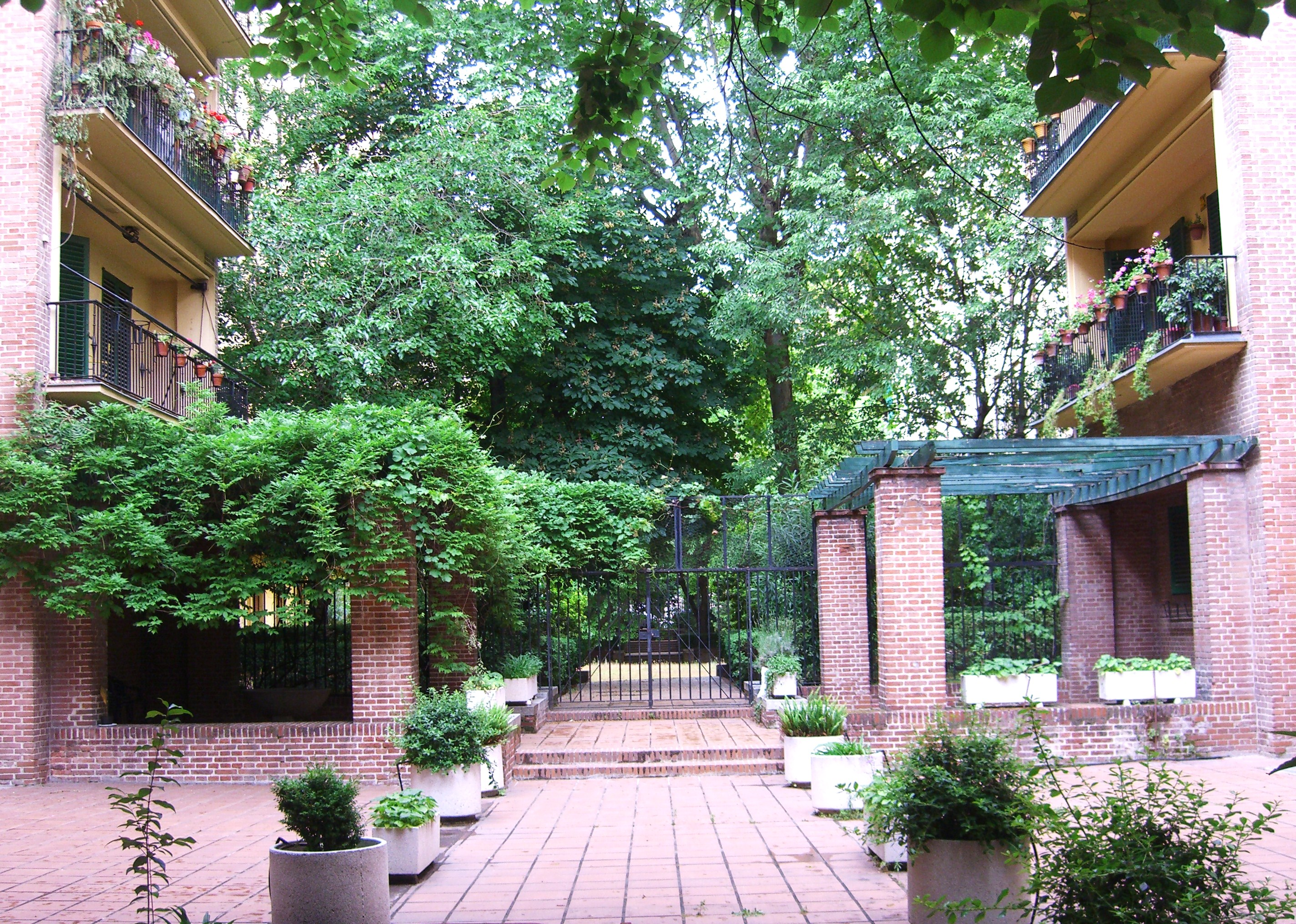
La Casa de las Flores, maison de Neruda à Madrid.

### Parcours politique
Lors des élections parlementaires de mars 1945 (es), il est élu sénateur et devient membre du parti communiste du Chili.
En 1946, Neruda dirige la campagne électorale de Gabriel González Videla qui, après son élection comme président, opère un virage à droite et se retourne contre les communistes dans le contexte de la guerre froide. Le poète réagit par un discours au Sénat portant le célèbre titre d'Émile Zola : J'accuse…! Il échappe de justesse à son arrestation et se réfugie en Europe. Son exil le conduit en URSS, en Pologne, en Hongrie, en Italie. Il visitera également l'Inde et le Mexique. C'est là que paraît en 1950 son Canto general. Écrite dans la clandestinité, l'œuvre est interdite au Chili.

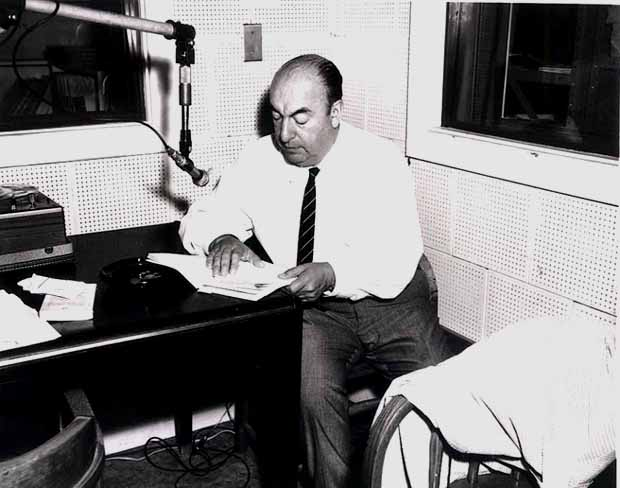
À la Bibliothèque du Congrès en 1966.

En 1949, Neruda devient membre du Conseil mondial de la paix à Paris. En 1952, il publie Les Vers du capitaine (Los versos del capitán). L'année suivante, il reçoit le prix Staline pour la paix et, en 1955, en même temps que Pablo Picasso, le prix international de la paix. Il rencontre la femme de sa vie, Matilde Urrutia qui est l'inspiration d'un recueil de poèmes d'amour d'une fulgurante beauté La Centaine d'amour (Cien sonetos de amor). De retour au Chili en 1952, il publie en 1954 les Odes élémentaires (Odas elementales). En 1957, il devient président de l'Union des écrivains chiliens. L'année suivante il publie Vaguedivague (Extravagario). Cette même année, tout comme en 1964, il soutient pleinement la campagne électorale de Salvador Allende comme candidat à la présidence de la République. Il est à cette période l'une des cibles du Congrès pour la liberté de la culture, association culturelle anticommuniste fondée en 1950. En 1964, Neruda publie Mémorial de l'Île Noire (Memorial de Isla Negra), retour sur son passé et son rêve d'une humanité plus fraternelle. En 1965, il est nommé Doctor honoris causa de l'université d'Oxford.
Sa seule pièce de théâtre, intitulée Splendeur et Mort de Joaquín Murrieta (Fulgor y muerte de Joaquín Murrieta), est créée en 1967.
En 1969, le parti communiste le désigne comme candidat à l’élection présidentielle, mais Neruda renonce en faveur de Salvador Allende comme candidat unique de l'Unidad Popular. Après l'élection d'Allende, Neruda accepte le poste d'ambassadeur en France (1970-1972), où il rencontrera Míkis Theodorákis (qui mettra en musique son Canto general) et où il publie L'Épée de flammes (La espada encendida) et Les Pierres du ciel (Las piedras del cielo) : dans ces livres, sa méditation sur la solidarité nécessaire et le silence du monde atteint son expression la plus intense. C'est lors de ce poste d'ambassadeur en France que son cancer de la prostate est diagnostiqué à l'hôpital Cochin où il est admis.

Après Gabriela Mistral en 1945 et Miguel Ángel Asturias en 1967, Pablo Neruda devient le troisième écrivain d'Amérique latine à obtenir le prix Nobel de littérature le 21 octobre 1971. En 1972, il retourne au Chili et est triomphalement accueilli au stade de Santiago. Neruda rédige Incitación al Nixoncidio y elogio de la revolución, Incitation au nixoncide et éloge de la révolution.

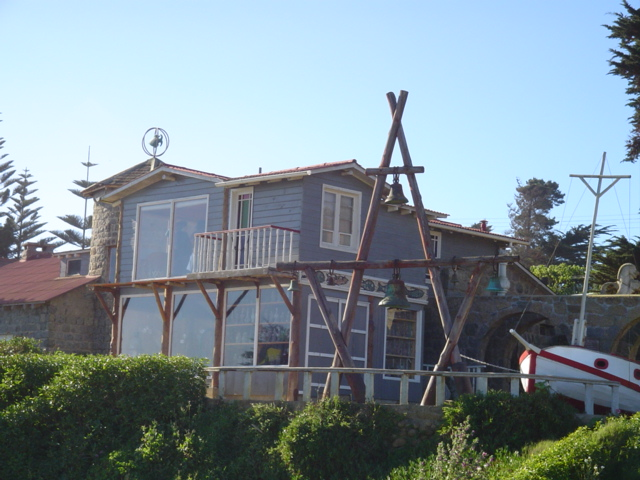
Maison d'Isla Negra, province de San Antonio.

Le coup d'État du 11 septembre 1973 renverse le président en exercice, Salvador Allende. La maison de Neruda à Santiago est saccagée et ses livres brûlés.

### Mort et suspicion d'assassinat
Le poète décède le 23 septembre 1973 à la clinique Santa María (es) de Santiago, officiellement d'un cancer de la prostate (une « cachexie cancéreuse » selon son certificat de décès). Il prévoyait de s’exiler au Mexique le 24 septembre, et de là essayer de mobiliser les gouvernements et les intellectuels du monde entier contre le coup d'État en cours. L'inhumation de son corps, transporté depuis sa maison saccagée jusqu'au cimetière central de Santiago, devient, malgré la surveillance policière, la première manifestation publique de protestation contre la junte militaire dirigée par Augusto Pinochet. À la fin de la dictature, son corps est inhumé selon ses vœux aux côtés de sa compagne dans le jardin de sa maison d'Isla Negra.

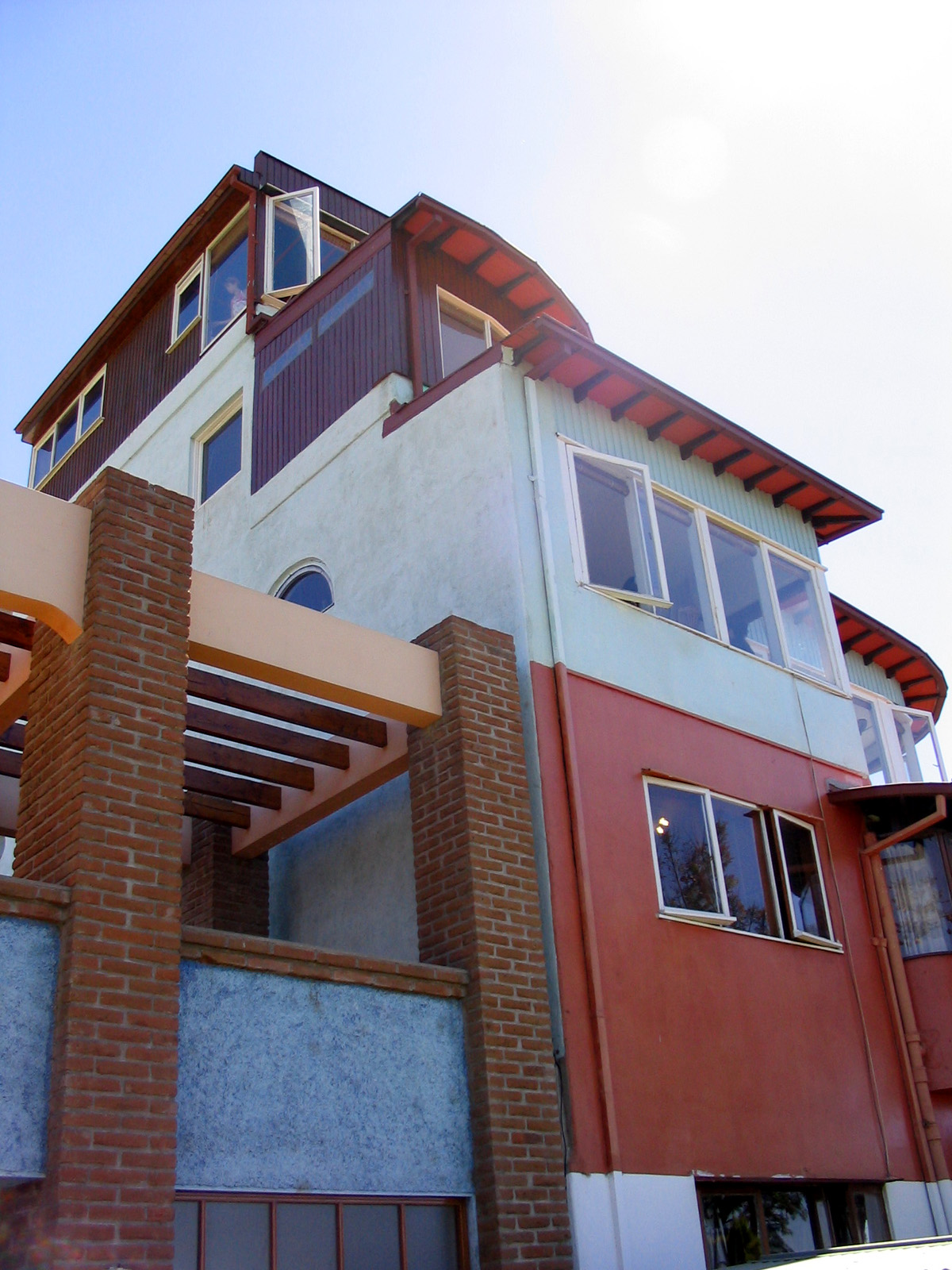
La Sebastiana, maison de Neruda à Valparaíso.

Les causes de sa mort sont controversées, en lien avec son engagement politique et les évènements contemporains. Des témoignages convergents (dont celui de Manuel Araya, jeune militant désigné par le Parti communiste du Chili comme chauffeur, garde du corps et secrétaire de Neruda) soutiennent que Neruda a été assassiné par injection létale à la veille de son exil pour le Mexique, pour l'empêcher de témoigner sur les crimes perpétrés par les militaires. C'est la thèse que défend également l'écrivain français Pablo Daniel Magee dans son ouvrage dédié à l'opération Condor en Amérique latine. Le Parti communiste demande le 2 juin 2011 l'ouverture d'une enquête pour déterminer les conditions exactes de sa mort. L'exhumation des restes de Pablo Neruda est entreprise le 8 avril 2013 sous l'autorité du juge Mario Carroza, qui travaille à des enquêtes sur des morts suspectes, notamment celle de l'ancien président chilien Eduardo Frei Montalva. Eugenio Berríos (en), biochimiste chilien travaillant pour la Direction nationale du renseignement pendant le régime de Pinochet, est ainsi fortement suspecté de complicité d'assassinat en tant que concepteur de poisons sophistiqués. Mais le 8 novembre 2013, le groupe d'experts internationaux écarte l'hypothèse de l'empoisonnement chimique, sans que le dossier judiciaire soit refermé.
Deux ans plus tard néanmoins, le gouvernement chilien reconnaît encore la possibilité que Neruda ait pu être empoisonné. Une expertise internationale de 2017 conduit à rejeter définitivement la version d’une mort due au cancer, et envisage la possibilité, à défaut de poison chimique identifiable et à partir d'autres traces clairement identifiées dès mai 2015, qu'une bactérie développée en laboratoire ait pu être injectée intentionnellement au poète. « À partir de l'analyse des données, nous ne pouvons pas accepter le fait que le poète aurait été en danger de mort imminente lorsqu'il a été hospitalisé », a déclaré Aurelio Luna, expert en médecine légale de l'université de Murcie (Espagne) qui avait déjà participé à la présentation du rapport consécutif à l'exhumation de 2013.
En février 2023, une troisième enquête appuie la thèse de l’empoisonnement du poète. Selon le neveu de Pablo Neruda, le rapport de cette enquête révélerait, en effet, la présence de traces de la bactérie du botulisme (Clostridium botulinum) dans le squelette de Neruda,. 
En février 2024, la justice demande la réouverture de l'enquête sur la mort de Pablo Neruda.

## Œuvres
- Crepusculario (1923)
  - Publié en français sous le titre Crépusculaire dans l'ouvrage :
  - Les Premiers Livres : Poésie et prose (trad. de l'espagnol par Claude Couffon, André Bonhomme, Jean Marcenac, Sylvie Sesé-Léger et Bernard Sesé), Paris, Gallimard, coll. « Du monde entier - nrf », mars 1982, 424 p. (ISBN 2-07-020152-X et 978-2-07-020152-5, présentation en ligne).L'ouvrage regroupe Crépusculaire (1923), Tentative de l'homme infini (1926), L'habitant et son espérance (1926), Anneaux (1926), Le frondeur enthousiaste (1933).
- Veinte poemas de amor y una canción desesperada (1924)
  - Publié en français sous le titre Vingt poèmes d'amour et une chanson désespérée, traduit et adapté de l'espagnol par André Bonhomme et Jean Marcenac, Paris, Éditeurs français réunis, coll. « Petite sirène », 1970 (BNF 35207532)
  - Réédition, Paris, Temps actuels, coll. « Petite sirène », 1981  (ISBN 2-201-01404-3)
  - Réédition dans une nouvelle traduction par Christian Rinderknecht avec Les Vers du capitaine, Paris, Gallimard, coll. « Poésie » no 320, 1998  (ISBN 2-07-040421-8)
- Tentativa del hombre infinito (1926)
  - Publié en français sous le titre Tentative de l'homme infini dans l'ouvrage :
  - Les Premiers Livres : Poésie et prose (trad. de l'espagnol par Claude Couffon, André Bonhomme, Jean Marcenac, Sylvie Sesé-Léger et Bernard Sesé), Paris, Gallimard, coll. « Du monde entier - nrf », mars 1982, 424 p. (ISBN 2-07-020152-X et 978-2-07-020152-5, présentation en ligne).
- El habitante y su esperanza (1926), roman
  - Publié en français sous le titre L'habitant et son espérance dans l'ouvrage :
  - Les Premiers Livres : Poésie et prose (trad. de l'espagnol par Claude Couffon, André Bonhomme, Jean Marcenac, Sylvie Sesé-Léger et Bernard Sesé), Paris, Gallimard, coll. « Du monde entier - nrf », mars 1982, 424 p. (ISBN 2-07-020152-X et 978-2-07-020152-5, présentation en ligne).
- Anillos (1926), en collaboration avec Tomás Lago (es)
  - Publié en français sous le titre Anneaux dans l'ouvrage :
  - Les Premiers Livres : Poésie et prose (trad. de l'espagnol par Claude Couffon, André Bonhomme, Jean Marcenac, Sylvie Sesé-Léger et Bernard Sesé), Paris, Gallimard, coll. « Du monde entier - nrf », mars 1982, 424 p. (ISBN 2-07-020152-X et 978-2-07-020152-5, présentation en ligne).
- El hondero entusiasta (1933)
  - Publié en français sous le titre Le frondeur enthousiaste dans l'ouvrage :
  - Les Premiers Livres : Poésie et prose (trad. de l'espagnol par Claude Couffon, André Bonhomme, Jean Marcenac, Sylvie Sesé-Léger et Bernard Sesé), Paris, Gallimard, coll. « Du monde entier - nrf », mars 1982, 424 p. (ISBN 2-07-020152-X et 978-2-07-020152-5, présentation en ligne).
- Residencia en la Tierra (1925–1931) (1935) Publié en français sous le titre Résidence sur la terre, traduit par Guy Suarès, Paris, Gallimard, coll. « Du monde entier », 1969 (BNF 35408178) ; réédition dans une traduction nouvelle de Guy Suarès, préface de Julio Cortázar, Paris, Gallimard, coll. « Poésie » no 83, 1972  (ISBN 2-07-031883-4)
- España en el corazón : Himno a las glorias del pueblo en la guerra (1937) Publié en français sous le titre L'Espagne au coeur : hymne à la gloire du peuple en guerre, traduit par Louis Parrot, Paris, Denoël, coll. « de l'Association internationale des écrivains pour la défense de la culture », 1938 (BNF 32482293) ; réédition, Paris, Denoël, coll. « Arc-en-ciel », 1978 (BNF 34616448)
- Himno y regreso (1939)
- Nuevo canto de amor a Stalingrado (1943)
- Tercera residencia (1935–1945) (1947)
- Que despierte el leñador (1948)
- Canto General (1950) Publié en français sous le titre Le Chant général, 3 vol., traduit par Alice Ahrweiler, Paris, Les Editeurs français réunis, 1950-1954 (BNF 41670166) Publié en français sous le titre Chant général, traduit par Claude Couffon, Paris, Paris, Gallimard, coll. « Du monde entier », 1977  (ISBN 2-07-029837-X) ; réédition, Paris, Gallimard, coll. « Poésie » no 182, 1984  (ISBN 2-07-032247-5)
- Alturas de Macchu-Picchu (1950) Publié en français sous le titre Hauteurs de Macchu-Picchu, traduit par Roger Caillois, Paris, P. Seghers, coll. « Autour du monde » no 63, 1961 (BNF 33115673) ; Paris, P. Seghers, coll. « Autour du monde » no 5, 1978 (BNF 34600480)
- Los versos del capitán (1952) Publié en français sous le titre Les Vers du capitaine, suivi de La Centaine d'amour, traduits par Claude Couffon, André Bonhomme et Jean Marcenac, Paris, Gallimard, coll. « Du monde entier », 1984  (ISBN 2-07-070101-8) ; réédition avec Vingt poèmes d'amour et une chanson désespérée, Paris, Gallimard, coll. « Poésie » no 320, 1998  (ISBN 2-07-040421-8)
- Todo el amor (1953) Publié en français sous le titre Tout l'amour, traduit par Alice Ahrweiler, Paris, P. Seghers, coll. « Autour du monde » no 16, 1954 (BNF 32482297)
- Las uvas y el viento (1954)
- Odas elementales (1954) Publié en français sous le titre Odes élémentaires, traduit par Jean-Francis Reille, Paris, Gallimard, coll. « Du monde entier », 1974 (BNF 34560049)
- Nuevas odas elementales (1955) Publié en français sous le titre Nouvelles odes élémentaires, traduit par Jean-Francis Reille, Paris, Gallimard, coll. « Du monde entier », 1976  (ISBN 2-07-029492-7)
- Tercer libro de las odas (1957) Publié en français sous le titre Troisième livre des odes, Paris, Gallimard, coll. « Du monde entier », 1978  (ISBN 2-07-029803-5)
- Oda a la manzana (1957), poème
- Estravagario (1958) Publié en français sous le titre Vaguedivague, traduit par Guy Suarès, Paris, Gallimard, coll. « Du monde entier », 1971  (ISBN 2-07-027791-7) ; réédition, Paris, Gallimard, coll. « Poésie » no 485, 2013  (ISBN 978-2-07-045081-7)
- Navegaciones y regresos (1959)
- Cien sonetos de amor (1959) Publié en français sous le titre La Centaine d'amour, sonnets, traduit par Jean Marcenac et André Bonhomme, Paris : Club des amis du Livre progressiste, 1965 (BNF 33115676) ; réédition dans le volume Les Vers du capitaine, suivi de La Centaine d'amour, traduits par Claude Couffon, André Bonhomme et Jean Marcenac, Paris, Gallimard, coll. « Du monde entier », 1984  (ISBN 2-07-070101-8) ; réédition sous le titre La Centaine d'amour, Paris, Gallimard, coll. « Poésie » no 291, 1995  (ISBN 2-07-032892-9)
- Canción de gesta (1960) Publié en français sous le titre Chanson de geste : 1960, traduit par Pablo Urquiza, Paris, Abra Pampa éditions/ Montreuil, le Temps des cerises, coll. « Petite bibliothèque de poésie », 2016  (ISBN 978-2-37071-069-7)
- Poesías: Las piedras de Chile (1960) Publié en français sous le titre Les Pierres du ciel ; Les Pierres du Chili, traduit par Claude Couffon, Paris, Gallimard, coll. « Du monde entier », 1972  (ISBN 2-07-028197-3)
- Cantos ceremoniales (1961)
- Memorial de Isla Negra (1964), 5 volumes Publié en français sous le titre Mémorial de l'Île Noire, traduit par Claude Couffon, Paris, Gallimard, coll. « Du monde entier », 1970 (BNF 35408180) ; réédition suivi de Encore, Paris, Gallimard, coll. « Poésie » no 117, 1977  (ISBN 2-07-032169-X)
- Una casa en la arena (1966), textes de Neruda, photographies de Sergio Larrain
- Arte de pájaros (1966)
- Fulgor y muerte de Joaquín Murieta (1967), pièce de théâtre et projet de libretto pour un opéra de Sergio Ortega Publié en français sous le titre Splendeur et mort de Joaquin Murieta, traduit par Guy Suarès, Paris, Gallimard, coll. « Théâtre du monde entier », 1969 (BNF 35202982)
- La Barcarola (1967)
- Las manos del día (1968)
- Comiendo en Hungría (1969), en collaboration avec Miguel Ángel Asturias
- Fin del mundo (1969)
- Aún (1969)
- Maremoto (1970)
- La espada encendida (1970) Publié en français sous le titre L'Épée de flammes, traduit par Claude Couffon, Paris, Gallimard, coll. « Du monde entier », 1971  (ISBN 2-07-028005-5)
- Las piedras del cielo (1970) Publié en français sous le titre Les Pierres du ciel ; Les Pierres du Chili, traduit par Claude Couffon, photographies d'Antonio Quintana, Paris, Gallimard, coll. « Du monde entier », 1972  (ISBN 2-07-028197-3)
- Discurso de Estocolmo (1972)
- Geografía infructuosa (1972)
- La rosa separada (1972) Publié en français sous le titre La Rose séparée, Paris, Éditions du Dragon, 1972 (BNF 41251464) Publié en français sous le titre La Rose détachée et autres poèmes, traduit par Claude Couffon, Paris, Gallimard, coll. « Du monde entier », 1979  (ISBN 2-07-028601-0) ; réédition, Paris, Gallimard, coll. « Poésie » no 394, 2004  (ISBN 2-07-031633-5)
- Incitación al Nixonicidio y alabanza de la revolución chilena (1973) Publié en français sous le titre Incitation au nixonicide et éloge de la révolution chilienne, traduit et adapté par Marc Delouze, Paris, Les éditeurs français réunis, 1973 (BNF 35206679)
- Geografía de Pablo Neruda (1973)
- Libro de la preguntas (1974) Publié en français sous le titre Le Livre des questions, traduit par Claude Couffon, Pais, Gallimard jeunesse[21], 2008  (ISBN 978-2-07-061809-5)
- Confieso que he vivido (1974) Publié en français sous le titre J'avoue que j'ai vécu, traduit par Claude Couffon, Paris, Gallimard, coll. « Du monde entier », 1972  (ISBN 2-07-028197-3) ; réédition, Paris, Gallimard, coll. « Folio » no 1822, 1987  (ISBN 2-07-037822-5) ; réédition partielle sous le titre La Solitude lumineuse, Paris, Gallimard, coll. « Folio 2euros » no 4103, 2004  (ISBN 2-07-031702-1)
- El río invisible (1980) Publié en français sous le titre Les Premiers Livres, volume qui inclut Crépusculaire, Vingt poèmes d'amour et une chanson désespérée, Tentative de l'homme infini, L'Habitant et son espérance, Le Frondeur enthousiaste et Le Fleuve invisible, traduits par Claude Couffon, André Bonhomme et Jean Marcenac, Sylvie Sesé-Léger et Bernard Sesé, Paris, Gallimard, coll. « Du monde entier », 1982  (ISBN 2-07-020152-X)
- Para nacer he nacido (1978) Publié en français sous le titre Né pour naître, traduit par Claude Couffon, Paris, Gallimard, coll. « Du monde entier », 1980  (ISBN 2-07-020849-4) ; réédition, Paris, Gallimard, coll. « L'étrangère », 1996  (ISBN 2-07-074689-5) ; réédition, Paris, Gallimard, coll. « L'Imaginaire » no 585, 2009  (ISBN 978-2-07-076008-4)
- Valparaíso, textes de Neruda, photographies de Sergio Larrain, éditions Hazan, 1991  (ISBN 978-2-85025-258-7)
- Cuadernos de Temuco : 1919-1920 (1997) Publié en français sous le titre Les Cahiers de Temuco : poèmes [1919-1920], traduit par Claude Couffon, Paris, Temps de cerises, 2003  (ISBN 2-84109-414-6)
- Influence de la France et de l'Espagne sur la littérature hispano-américaine, Paris, Éditions Caractères, coll. « Cahiers latins », 1997  (ISBN 2-85446-196-7)
- Sévérité, traduction par Victor Martinez d'un poème inédit en français de Neruda, in moriturus no 5, Les Cabannes, 2005
- Tus pies toco en la sombra y otros poemas inéditos (2014) Publié en français sous le titre Tes pieds je les touche dans l'ombre, traduit par Jacques Ancet, Paris, Seghers, coll. « Poésie d'abord », 2016  (ISBN 978-2-232-12822-6)

## Iconographie
- 1939 (vers) - Au bar de La Coupole à Paris avec sa seconde épouse et Paul Grimault, photographié par Émile Savitry[22]

## Hommages

### Cinéma
- Philippe Noiret interprète le rôle de Pablo Neruda dans le film Le Facteur (Il postino) réalisé par Michael Radford, sorti en 1994 et inspiré du roman d'Antonio Skármeta Une ardente patience (Ardiente paciencia), paru en 1985[23].
- Luis Gnecco interprète Pablo Neruda, clandestin dans son propre pays, aux côtés de Gael García Bernal, dans le film Neruda réalisé par Pablo Larraín et sorti en 2016.

### Télévision
- Pablo Neruda est cité à de nombreuses reprises dans la série télévisée How I Met Your Mother (2005-2014), dans l'épisode Bart vend son âme de la série d'animation Les Simpson, et dans le dernier épisode de Dawson (2003) « L’amour est si court et l’oubli si long ».

### Musique
- Míkis Theodorákis met en musique le poème Canto General. Il existe plusieurs enregistrements de concert de disponible commercialement, dont celui de septembre 1974, Salle de la Mutualité, avec Petros Pandis, María Farantoúri et les Percussions de Strasbourg.
- Paco Ibáñez met en musique et chante quelques-uns de ses plus beaux poèmes en 1977.
- Jean Ferrat chante en 1995 la Complainte de Pablo Neruda sur un poème écrit par Louis Aragon.
- Le groupe chilien Quilapayún chante aussi en français cette Complainte de Pablo Neruda dans une autre version, sur une musique et avec une atmosphère totalement différentes (polyphonie, ambiance mystérieuse et dramatique et instruments des Andes), dans leur album Quilapayún Canta a Pablo Neruda, Vicente Huidobro, García Lorca y Grandes Poetas (compilation publiée en 2000 par Warner Music Chile S.A.).
- Canta U Populu Corsu, groupe corse, reprend la chanson de Jean Ferrat en y adaptant les paroles en langue corse sous le titre Cantu à Pablo Neruda.
- Víctor Jara a mis en musique et chanté dans son album (posthume) intitulé Manifiesto (au Mexique en 1975[24]) ou ¡Presente! (en France, 1975[25]), le poème d'amour Poema quince (extrait de Vingt poèmes d'amour et une chanson désespérée)[26]. Mercedes Sosa et bien d'autres l'ont aussi chanté. Avec ces premiers vers :

| « Me gustas cuando callas porque estás como ausente, y me oyes desde lejos, y mi voz no te toca. » |  |  | « J'aime (/tu me plais) quand tu fais silence parce que tu es comme absente, et tu m'écoutes de très loin, et ma voix ne te touche pas. » |

- Víctor Jara a chanté d'autres textes de Neruda : par exemple les chansons consacrées à Joaquin Murieta extraites de la cantate Fulgor y Muerte de Joaquín Murieta de Neruda et Ortega[27], dont - Cueca de Joaquín Murieta (1970), et - Ya parte el galgo terrible dans l'album Pongo en tus manos abiertas (1969)[28], ainsi que - Así como hoy matan negros de la même cantate, dans l'album Víctor Jara 2 (1967)[29]. Ou encore - Aquí me quedo[30]. (Voir la section « Discographie » de l'article consacré à Víctor Jara).
- Le groupe de rock No one is innocent mentionne Pablo Neruda dans le titre Chile sur l'album Utopia en 1997.

### Lieux
De nombreux lieux portent le nom de Pablo Neruda, comme des établissements scolaires, des médiathèques ou des lieux publics comme la place Pablo Neruda, à Barcelone (Espagne).

#### Ouvrages
- J. Marcenac, Pablo Neruda, Seghers, 1973
- E. Rodriguez-Monegal, Le Voyageur immobile, Gallimard, 1973
- Jean Marcenac et Claude Couffon, Seghers, 2004 : Cet ouvrage est le deuxième que la collection « Poètes d'aujourd'hui » consacre à Pablo Neruda. Le texte de Jean Marcenac, maintes fois réédité entre 1953 et 1976, y est complété par une étude de Claude Couffon, traducteur et ami du poète. L'anthologie donne à lire des poèmes de jeunesse récemment mis au jour et les œuvres majeures de Neruda : Vingt poèmes d'amour, Une chanson désespérée, Résidence sur la terre, Les Vers du Capitaine, La Centaine d'amour, et le Canto General, œuvre maîtresse de la poésie latino-américaine de notre temps.(extrait de la quatrième de couverture)
- A. Skármeta, Une ardente patience, le facteur Seuil/Points 1987. Ce roman narre l'histoire de Mario Jiménez, un jeune facteur résidant sur l'île noire, dont le seul client est le célèbre Pablo Neruda. Mario va demander au poète de lui apprendre la poésie afin de séduire la belle Beatriz Gonzalez
- (es) Matilde Urrutia, Mi vida junto a Pablo Neruda, Barcelone, Seix Barral, 1986, 249 p. (ISBN 84-322-4580-1)
- (es) Faride Zerán, La guerrilla literaria : Huidobro, de Rokha, Neruda, Santiago, Ediciones Bat, 1992, 223 p. (ISBN 978-956-7022-20-5)
- Mark Eisner : Pablo Neruda  - The Poet's Calling [The Biography of a Poet], New York, Ecco/Harper Collins 2018

#### Littérature jeunesse
- Bruno Doucey, Karina Cocq, Pablo Neruda, le poète pacifique, éditions À dos d'âne, Paris, 2017
- Pam Muñoz Ryan, illustré par Peter Sís, Le Rêveur (The Dreamer) ; trad. Pascale Houssin, Bayard Jeunesse, 2013

1. ↑  « Le Rêveur : meilleur livre jeunesse 2013 », article site de L'Express, du 21 novembre 2013, consulté le 11 juin 2015.